# Kung Fury 2
Kung Fury 2 es una película de comedia venidera de artes marciales dirigida por David Sandberg, basado y sirviendo como secuela de su obra de 2015, Kung Fury. Michael Fassbender, Arnold Schwarzenegger, Alexandra Shipp, Ralf Moeller, y Jorma Taccone estarán protagonizando junto a Sandberg. Está previsto el estreno de Kung Fury 2 para 2023 en los Estados Unidos.

## Argumento
En 1985, Miami está bajo protección de Kung Fury y su Thundercops, la fuerza policial definitiva reunida a través de la historia para derrotar al villano Kung Führer, Adolf Hitler. Después de que la muerte trágica de un Thundercop causara la disolución del grupo, un villano misterioso emerge de las sombras para ayudar al Führer en su búsqueda para obtener el arma más poderosa. Kung Fury debe viajar a través del espacio y el tiempo para salvar a sus amigos, defender la Academia prestigiosa de Kung Fu en Miami y derrotar al mal de una vez por todas.  

## Reparto
- David Sandberg como Kung Fury, un detective de Miami que posee una forma nueva y potente de kung fu después de haber sido fulminado por un rayo y mordido por una cobra, y por ende, convirtiéndose en "El Elegido", como había sido presagiado por una profecía antigua
- Michael Fassbender como Colt Magnum, el compañero nuevo de Kung Fury.
- Arnold Schwarzenegger como El Presidente.
- Ralf Moeller como Thor.
- Alexandra Shipp como Rey Porter, un reportero con una relación complicada con Fury.
- Jorma Taccone como Adolf Hitler, alias "Kung Führer".
- Leopold Nilsson como Hackerman, un genio de la informática que se puede transformar en un Hackerbot.
- Eleni Young como Barbarianna, un Vikingo guerrero que monta un lobo gigante y utiliza un Minigun
- David Hasselhoff como Hoff 9000 (voz), un miembro del equipo de Fury que tiene la hablidad de transformarse en un coche

## Producción
Sandberg empezó a desarrollar una versión largometraje de su cortometraje al lado Seth Grahame-Smith y David Katzenberg en 2015, poco después del estreno del cortometraje. En febrero de 2018, el proyecto empezó a cohesionarse con Sandberg dirigiendo y protagonizando en la película. Michael Fassbender, David Hasselhoff, Arnold Schwarzenegger y Ralf Moeller estaban previstos para protagonizar junto a Sandberg, con planes de iniciar el rodaje en el verano en los Estados Unidos y Europa. En mayo de 2018, Eiza González se unió al reparto con la película ahora titulada Kung Fury 2. El julio de 2019, González se salió del elenco de la película, con Alexandra Shipp seleccionada para reemplazarla. La filmación empezó el 29 de julio de 2019 en Bulgaria y Alemania. El 25 de septiembre, se confirmó que la filmación había concluido. Se detuvo la posproducción de la película en septiembre de 2020 debido a un pleito legal con los inversores.

## Estreno
En mayo de 2021, Sandberg anunció la fecha de estreno de la película para el 2022, aunque esta fecha no se concretó.